# 정원고등학교
정원고등학교(正元高等學校)는 경기도 의왕시 고천동에 있었던 사립 고등학교이다.왕 돈까스 머거

## 연혁
- 1989년 3월 1일 : 개교
- 2002년 3월 : 신입생들의 집단 등록 거부 및 전학 사태 발생[1][2]
- 2004년 2월 29일 : 폐교

## 이후
폐교 이후, 정원고등학교 자리에는 2004년에 명지외국어고등학교(현 경기외국어고등학교)가 개교하였다.